# Linard Bardill
Linard Bardill (Coira, 16 de octubre de 1956) es un teólogo, cantautor y escritor suizo. Su obra está escrita en parte en retorrománico, e incluye libros infantiles y juveniles.

## Obra
- Nachtgesichte (Cuento de noche), poesía, Berna 1984.
- Fortunat Kauer, novela (en alemán y romanche estándar), Berna 1998.
- Das geheimnisvolle Buch. Aus dem Rucksack von Andri (El libro misterioso. Sacado de la mochila de Andri), libro infantil, Berna 1998.
- Das gelbe Ding (La cosa amarilla), libro infantil ilustrado por Miriam Monnier, Gossau 2001.
- Ro und die Windmaschine (Ro y la máquina de viento), novela juvenil, Gossau 2001.
- Ro und Gambrin (Ro y Gambrin), novela juvenil, Gossau 2002.
- Die Baumhütte Falkenburg (La cabaña Falkenburg), libro infantil ilustrado por Miriam Monnier, Gossau 2002.
- Ro Ramusch, novela juvenil, Gossau 2003.
- Beltrametti kann nicht schlafen (Beltrametti no puede dormir), libro infantil ilustrado por Miriam Monnier, Gossau 2003.

## Premios
- 1990 Toro de Salzburgo